# Aqua mamas
Aqua mamas er en dansk kortfilm fra 2016 instrueret af Zara Zerny.

## Handling
Mens Pernille venter sit første barn, fyldes hun af en forventningsfuld glæde om den nye tilværelse som mor. Men da hendes søn kommer til verden som en grædende byrde, bliver Pernille sat på prøve. Hun begynder at tvivle på sine egne evner som mor, og hun søger trøst og støtte hos sin langt mere erfarne mødregruppe, som på både godt og ondt forsøger at hjælpe Pernille med at blive en god mor.

## Medvirkende
- Pernille Vallentin
- Maria Timm
- Sofie Ramsing
- Fatima Ahmed Osborne